# Erik O. Schulz

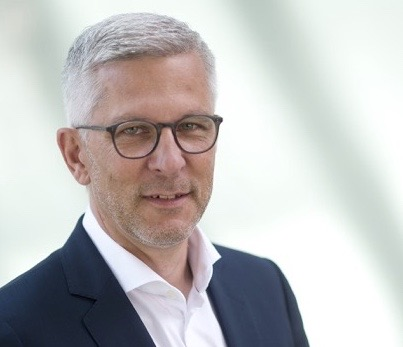
Erik O. Schulz 2020

Erik Olaf Schulz (* 11. August 1965 in Hagen), deutscher Diplom-Verwaltungswirt (FH) und Verwaltungsbetriebswirt, ist ein parteiloser Politiker, ehemaliges Mitglied der SPD, und seit der Stichwahl am 15. Juni 2014 Oberbürgermeister der kreisfreien Stadt Hagen im südöstlichen Ruhrgebiet. Am 13. September 2020 wurde er für eine zweite Amtszeit wiedergewählt.

## Leben
Nach dem Besuch von Grundschule und dem Abitur am Fichte-Gymnasium Hagen im Jahr 1985 leistete Schulz seinen Zivildienst beim Diakonischen Werk Hagen. Von September 1987 bis August 1990 absolvierte Schulz eine Ausbildung zum Diplom-Verwaltungswirt an der Fachhochschule für öffentliche Verwaltung Nordrhein-Westfalen, von September 1990 bis Oktober 1993 ein berufsbegleitendes Studium mit dem Schwerpunkt Verwaltungsbetriebswirtschaft an der Verwaltungsakademie Hagen. Von 1992 bis 1994 war Schulz Leiter der Koordinierungsstelle Beschäftigungsförderung der Stadt Hagen, dann seit 1994 Leiter im Regionalsekretariat der HABEQ (Hagener Beschäftigungs- und Qualifizierungsförderung GmbH) und von 1997 bis zum Jahr 2000 Prokurist der HABEQ. Von 2001 bis 2014 war Schulz Geschäftsführer der agentur mark GmbH, einem kommunalen Tochterunternehmen, das verantwortlich für die Umsetzung arbeitspolitischer Programme des Landes NRW und der EU in der Märkischen Region ist.
Im Februar 2014 stellten CDU, FDP und Grüne parteiübergreifend Schulz als gemeinsamen Kandidaten für die Oberbürgermeisterwahl der Stadt Hagen vor. Bei der Wahl am 25. Mai 2014 konnte sich Schulz mit 47,8 % gegen den zweitplatzierten SPD-Kandidaten Horst Wisotzki (35,6 %) durchsetzen, in der Stichwahl vom 15. Juni erreichte er 62,7 % und trat das Amt des Oberbürgermeisters nach Ausscheiden des bisherigen Amtsinhabers Jörg Dehm am 23. Juni 2014 an. Bei den Kommunalwahlen in Nordrhein-Westfalen 2020 wurde er mit 51,06 % im ersten Wahlgang (vorläufiges Endergebnis) wiedergewählt, eine Stichwahl findet demnach nicht statt. Im Januar 2024 gab Schulz überraschend bekannt, bei der Kommunalwahl 2025 nicht für eine dritte Amtszeit als Oberbürgermeister zu kandidieren.
Im Zuge der Coronakrise 2020/2021 bekam Schulz bundesweit etwas mehr Aufmerksamkeit, als Mitarbeiter der Stadt Hagen an einem der Proteste gegen Schutzmaßnahmen zur COVID-19-Pandemie in Deutschland teilgenommen hatten. Die Mitarbeiter wurden infolgedessen freigestellt, einer der beiden war die Leiterin der Bußgeldstelle. Schulz äußerte sich im Zuge dessen klar ablehnend zu deren Verhalten:

„Gerade in dieser Zeit ist es unabdingbar, das Vertrauen der Bevölkerung in das Handeln der Verwaltung nicht zu erschüttern. Wer für die Einhaltung der Coronaregelungen mit zuständig ist, darf keinen Zweifel daran aufkommen lassen, dass er/sie diese auch selbst akzeptiert.“

## Persönliches
Schulz ist verheiratet mit Kerstin Würfel, die als Sozialpädagogin an Hagener Grundschulen tätig ist. Das Ehepaar Schulz-Würfel hat eine Tochter und einen Sohn. Zu den ehrenamtlichen Funktionen von Schulz gehören oder gehörten u. a. der langjährige Vorstandsvorsitz des Hagener Forum Beschäftigung e. V., die Vorstandsmitgliedschaft im Technikförderung Südwestfalen e. V. und bis September 2014 der Vorsitz der Schulpflegschaft am Fichte-Gymnasium Hagen.